# Pirchkogel
Der Pirchkogel (oder auch Pirchkogl) ist ein 2828 m ü. A. hoher Berg in den Stubaier Alpen in Tirol. Er gilt als guter Aussichtspunkt.
Der Pirchkogel erhebt sich nördlich von Kühtai (2017 m) und der direkt an der Straße über den Kühtaisattel gelegenen Dortmunder Hütte (1948 m). Er umrahmt mit seinen Gratausläufern, den östlich liegenden Irzwänden (2757 m) und dem südlich liegenden Grießkogel (Vorderer 2666 m und Hinterer Grießkogel 2673 m) ein Plateau, welches als Schwarzmoos bezeichnet wird.
Hier befinden sich vier kleine Bergseen, darunter der Gossenköllesee auf 2413 m, bis zu denen sich das Skigebiet Kühtai vom Tal herauf erstreckt. Bis zum Jahr 2014 war mit 85 ha das kleinste österreichische UNESCO-Biosphärenreservat im Bereich der Seen ausgewiesen, mit Langzeitforschung zur Gewässerökologie der Universität Innsbruck. Wegen der geringen Größe und der von der Verwaltung nicht vorgenommenen Zonierung in Kern-, Puffer- und Entwicklungszone, erfüllte dieses 1977 zu den ersten Biosphärenparks in Österreich zählende Gebiet die neuen Kriterien nicht mehr, die Österreichische UNESCO-Kommission erkannte daher dem Gebiet diesen Status ab. Gewässermonitoring und -forschung, welche bereits 1933 begonnen worden war, werden allerdings mit der am 9 m tiefen Gossenköllesee gelegenen limnologischen Forschungsstation fortgeführt. Forschungsergebnisse beziehen sich auf die wechselnden Wachstumsbedingungen in der hochalpinen Landschaft infolge der Klimaschwankungen der letzten 800 Jahre. Die Sedimentproben spiegeln auch den höheren Nährstoffeintrag durch die im Mittelalter ab dem Jahr 1670 intensivierte Weidewirtschaft mit Schafen und Rindern nahe dem See wider (Schwaighof), die veränderten Mineralien im Seeboden weisen auf den Besatz mit Bachforellen (Salmo trutta morpho fario) bereits seit dieser Zeit hin.
Mehrere Wege führen zum Gipfel des Pirchkogel: Der Weg über den auch Schafjoch genannten Nordwestrücken kann von Silz über die Silzer Alm oder von Ochsengarten beschritten werden. Von Stams führt ein Anstieg über das nordöstlich vom Gipfel hinabziehende Schneetal. Der beliebteste und kürzeste Weg ist der südostseitige Steig von Kühtai aus. Alle diese Routen sind im Winter auch beliebte Schitouren.
Am Pirchkogel steht nur eine Signalstange, aber kein Gipfelkreuz. Es ist etwas weiter unten am so genannten Marlstein zu finden, wo man es vom Westen und Norden aus sehen kann.